# 葉材
葉材（1502年—？），字達卿，號木菴，錦衣衛校尉籍直隸常州府武進縣人，明朝政治人物。

## 生平
嘉靖十年（1531年）辛卯科應天府鄉試第三十七名舉人。嘉靖二十三年（1544年）中式甲辰科會試第一百六十二名，登第三甲第十一名進士。授处州府推官，擢户部主事。

## 家族
曾祖葉榮；祖父葉元亨；父葉英，號明川，封知縣。母潘氏（贈孺人）；繼母朱氏。慈侍下。兄葉林，知县；葉彬；葉松；葉桓；葉權。弟葉相。